# Carla Hohepa

a Compétitions nationales et continentales officielles uniquement.

b Matchs officiels uniquement.
Dernière mise à jour le 10 avril 2024.
Carla Hohepa, née le 27 juillet 1985, est une joueuse néo-zélandaise de rugby à XV occupant le poste d'ailier pour l'équipe de province d'Otago, le club de l'Alhambra et en sélection nationale pour l'équipe de Nouvelle-Zélande. Avec celle-ci, elle remporte deux éditions de la coupe du monde, en 2010, où elle est co-meilleure marqueuse, et en 2017. Elle évolue également avec la sélection néo-zélandaise de rugby à sept avec laquelle elle remporte la coupe du monde en 2009, édition où elle devient alors la meilleure marqueuse d'essai sur une édition de coupe du monde.

## Carrière
Elle débute en équipe nationale en 2007, participe à la Coupe du monde de rugby à sept 2009. Elle termine meilleure marqueuse d'essais de la compétition et finaliste de l'édition. Hohepa inscrit deux essais en novembre 2009 lors de la victoire 48-3 sur l'équipe d'Angleterre. Elle participe aux trois test-matchs de la tournée.
Avec le club de l'Alhambra Union et sa coéquipière Kelly Brazier, elle participe en août 2010 au succès de son club sur les Pirates 43-0, l'Alhambra Union remporte alors un cinquième titre consécutif de championnat de Nouvelle-Zélande.
Elle dispute la Coupe du monde féminine de rugby à XV 2010 où elle participe au cinq matchs disputés. Lors de la phase de groupe, elle inscrit un triplé lors du match contre l'équipe d'Afrique du Sud puis un essai face aux Australiennes. Elle inscrit également deux des sept essais de son équipe en demi-finale face à la France lors d'une victoire 45 à 7. Lors de la finale face à l'équipe d'Angleterre, elle ouvre le score à la 33e minute. Les Néo-Zélandaises s'imposent sur le score de 13 à 10 pour remporter leur quatrième coupe du monde. Meilleure marqueuse d'essai avec la Canadienne Heather Moyse avec sept réalisations, elle est également désignée Women's Personality of the Year.
Lors de l'année 2013, elle est présente dans un groupe de 26 joueuses retenues par l'entraîneur Sean Horan pour préparer l'édition 2013 de la coupe de monde de rugby à sept disputée à Moscou. Blessée, elle ne participe pas à la compétition remportée par ses compatriotes.
Elle joue avec les Blacks Ferns Sevens l'année suivante, participant à la victoire finale lors des World Rugby Women's Sevens Series, inscrivant notamment deux essais en demi-finale face aux Anglaises et deux essais lors de la victoire en finale 29 à 12 face aux Australiennes lors de cinquième et dernière étape à Amsterdam.
Elle fait partie des 28 joueuses appelées pour aider les Blacks Ferns à reconquérir le titre mondial lors de la coupe du monde disputée en Irlande. Participant aux cinq rencontres de son équipe, elle inscrit un essai, contre Hong Kong. Lors de la finale, elle offre le dernier essai de son équipe à Selica Winiata. Les Néo-Zélandaises s'imposent sur le score de 41 à 32.

## Autres activités et vie privée
Elle exerce la profession d'enseignante.
Elle est mariée avec le joueur international japonais de rugby à XV, d'origine néo-zélandaise, Karne Hesketh.

## Statistiques en équipe nationale
- 28 sélections en équipe de Nouvelle-Zélande entre 2007 et 2021
- 95 points[1]